# Toyota Corolla E30
Pour les articles homonymes, voir E30, E40 et E50.
La Toyota Corolla troisième génération (E30, E40 et E50), est produite de 1974 à 1981. Le modèle de base coûtait 2 711 $ en 1975.